# Junge Welt-Pokal 1951
Der Junge Welt-Pokal 1951 war die 3. Auflage des höchsten Fußball-Pokalwettbewerbs der Altersklasse 17/18 auf dem Gebiet der DDR, der vom Deutschen Sportausschuß durchgeführt wurde. Der Pokalsieger wurde in einem gesamtdeutschen Endrundenturnier ermittelt, das vom 25. bis 26. März 1951 in Thale stattfand. Die BSG Melsa Halle, die im Vorjahr noch mit ihrer Fußballabteilung in der ZSG Union Halle aktiv war, verteidigte durch einen 2:1-Finalsieg in der Verlängerung gegen den vorjährigen Endspielgegner BSG Turbine Erfurt den Wanderpokal.

## Teilnehmende Mannschaften
Am Junge Welt-Pokal der Junioren (A-Jugend) für die Altersklasse (AK) 17/18 nahmen die besten Mannschaften der fünf Länder auf dem Gebiet der DDR, eine Mannschaft aus Ost-Berlin, der Pokalverteidiger, der Gastgeber und zwei Vertretungen aus Westdeutschland teil. Spielberechtigt waren Spieler bis zum 18. Lebensjahr (Stichtag: 1. August 1932). 
Am Junge Welt-Pokal nahmen folgende zehn Mannschaften teil:
| - Mecklenburg BSG Anker Wismar - Brandenburg BSG Lokomotive Frankfurt - Ost-Berlin VfB Pankow | - Sachsen-Anhalt BSG Chemie Bitterfeld - Sachsen BSG Rotation Dresden - Thüringen BSG Turbine Erfurt | - Westdeutschland FSV Sarstedt SV Watenstedt - Pokalverteidiger BSG Melsa Halle - Gastgeber BSG Stahl Thale |

## Modus
In der Endrunde wurden die Spiele in zwei Gruppen zu je fünf Mannschaften nach dem Modus „Jeder gegen Jeden“ ausgetragen. Die beiden Gruppensieger ermittelten den Pokalsieger. Die Spielzeit in der Vorrunde ging über 2 × 20 Minuten, die im Endspiel über 2 × 35 Minuten.

## Vorrunde
Die Spiele in der Vorrunde wurden im Sportpark Thale auf zwei Plätzen ausgetragen.

### Gruppe I
Spiele
|                                          | Ergebnis |                          |
| ---------------------------------------- | -------- | ------------------------ |
| Ostersonntag, 25. März 1951 ab 14:00 Uhr |          |                          |
| BSG Stahl Thale                          | 1:0      | BSG Lokomotive Frankfurt |
| BSG Rotation Dresden                     | 0:1      | BSG Melsa Halle          |
| FSV Sarstedt                             | 6:1      | BSG Stahl Thale          |
| BSG Lokomotive Frankfurt                 | 2:1      | BSG Rotation Dresden     |
| FSV Sarstedt                             | 0:4      | BSG Melsa Halle          |
| Ostermontag, 26. März 1951               |          |                          |
| BSG Rotation Dresden                     | 2:0      | FSV Sarstedt             |
| BSG Melsa Halle                          | 3:1      | BSG Lokomotive Frankfurt |
| BSG Stahl Thale                          | 2:2      | BSG Rotation Dresden     |
| BSG Lokomotive Frankfurt                 | 1:0      | FSV Sarstedt             |
| BSG Melsa Halle                          | 5:0      | BSG Stahl Thale          |

Abschlusstabelle
| Pl. | Mannschaft               | Sp. | S | U | N | Tore    | Quote | Punkte |
| --- | ------------------------ | --- | - | - | - | ------- | ----- | ------ |
| 1.  | BSG Melsa Halle          | 4   | 4 | 0 | 0 | 013:100 | 13,00 | 08:0   |
| 2.  | BSG Lokomotive Frankfurt | 4   | 2 | 0 | 2 | 004:500 | 0,80  | 04:40  |
| 3.  | BSG Rotation Dresden     | 4   | 1 | 1 | 2 | 005:500 | 1,00  | 03:50  |
| 4.  | BSG Stahl Thale          | 4   | 1 | 1 | 2 | 004:130 | 0,31  | 03:50  |
| 5.  | FSV Sarstedt             | 4   | 1 | 0 | 3 | 006:800 | 0,75  | 02:60  |

### Gruppe II
Spiele
|                                          | Ergebnis |                       |
| ---------------------------------------- | -------- | --------------------- |
| Ostersonntag, 25. März 1951 ab 14:00 Uhr |          |                       |
| VfB Pankow                               | 3:0      | BSG Anker Wismar      |
| BSG Turbine Erfurt                       | 1:0      | BSG Chemie Bitterfeld |
| SV Watenstedt                            | 1:5      | VfB Pankow            |
| BSG Anker Wismar                         | 0:0      | BSG Turbine Erfurt    |
| SV Watenstedt                            | 0:5      | BSG Chemie Bitterfeld |
| Ostermontag, 26. März 1951               |          |                       |
| BSG Turbine Erfurt                       | 4:1      | SV Watenstedt         |
| BSG Chemie Bitterfeld                    | 1:1      | BSG Anker Wismar      |
| VfB Pankow                               | 0:1      | BSG Turbine Erfurt    |
| BSG Anker Wismar                         | 3:0      | SV Watenstedt         |
| BSG Chemie Bitterfeld                    | 2:0      | VfB Pankow            |

Abschlusstabelle
| Pl. | Mannschaft            | Sp. | S | U | N | Tore    | Quote | Punkte |
| --- | --------------------- | --- | - | - | - | ------- | ----- | ------ |
| 1.  | BSG Turbine Erfurt    | 4   | 3 | 1 | 0 | 006:100 | 6,00  | 07:10  |
| 2.  | BSG Chemie Bitterfeld | 4   | 2 | 1 | 1 | 008:200 | 4,00  | 05:30  |
| 3.  | VfB Pankow            | 4   | 2 | 0 | 2 | 008:400 | 2,00  | 04:40  |
| 4.  | BSG Anker Wismar      | 4   | 1 | 2 | 1 | 004:400 | 1,00  | 04:40  |
| 5.  | SV Watenstedt         | 4   | 0 | 0 | 4 | 002:170 | 0,12  | 0:80   |

## Finale
| Datum                  |                 | Ergebnis  |                    |
| ---------------------- | --------------- | --------- | ------------------ |
| Mo 26. März, 16:00 Uhr | BSG Melsa Halle | 2:1 n. V. | BSG Turbine Erfurt |